# Juventus Football Club 2005-2006
Questa voce raccoglie le informazioni riguardanti la Juventus Football Club nelle competizioni ufficiali della stagione 2005-2006.

## Stagione

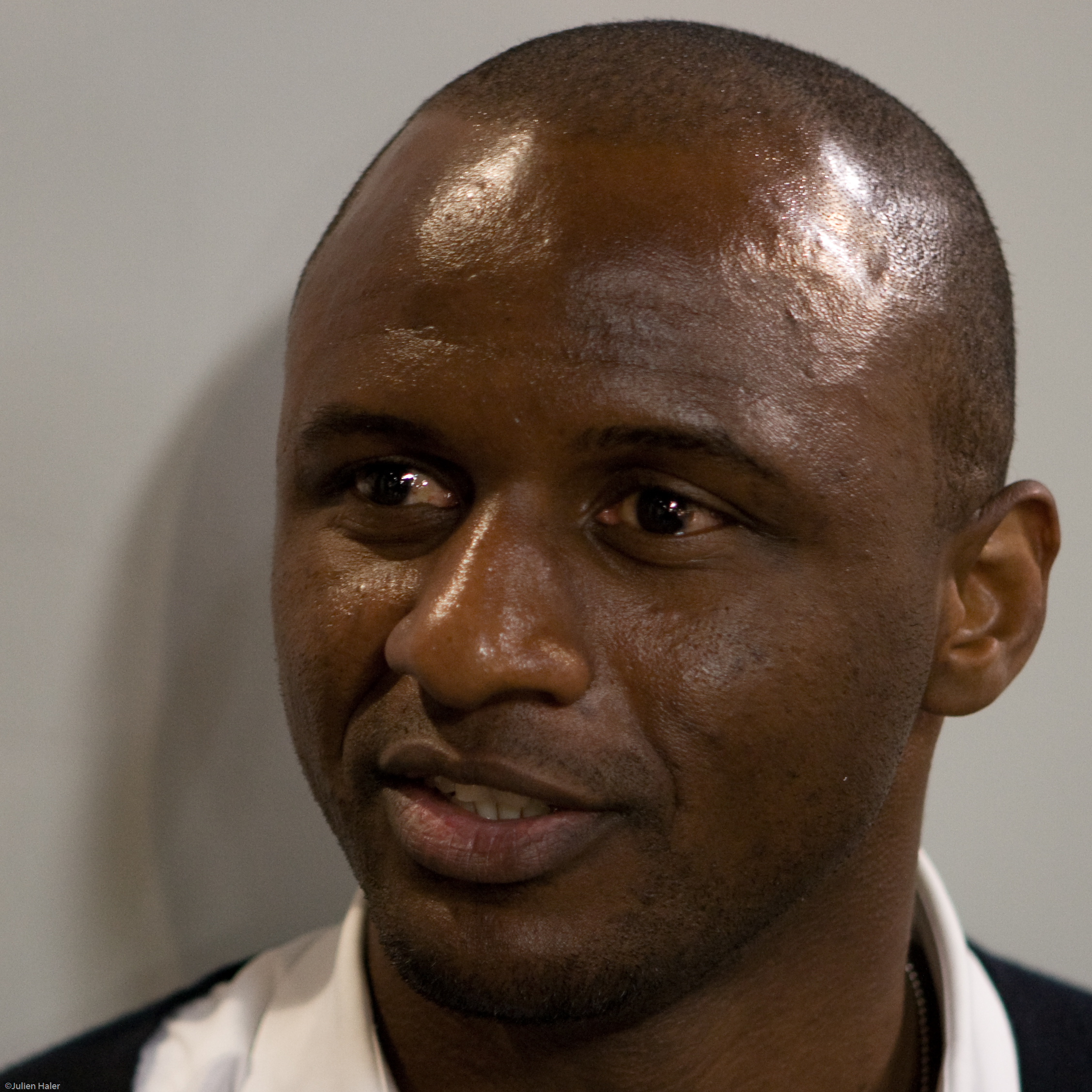
Il neoacquisto Patrick Vieira, alla seconda esperienza in Serie A dopo i fugaci trascorsi milanisti a metà del decennio precedente.

I campioni d'Italia aggiunsero al proprio organico il francese Vieira, oltre al rientro alla base del giovane difensore Giorgio Chiellini, reduce dalla stagione in prestito alla Fiorentina, e al ritorno a pieni ranghi del romeno Mutu dopo le vicissitudini burocratiche dei mesi precedenti. La squadra debuttò ufficialmente il 20 agosto 2005: al Delle Alpi i bianconeri ospitarono l'Inter, nell'incontro valido per l'assegnazione della Supercoppa italiana. I nerazzurri vinsero per 1-0 ai supplementari: da parte juventina vi furono proteste per l'arbitraggio di De Santis, in particolare per avere annullato il possibile vantaggio juventino di Trezeguet a causa di un fuorigioco rivelatosi inesistente. Lo stesso francese, nel debutto in campionato, segnò al Chievo la rete che valse i primi 3 punti.
Già dal primo tour de force, la squadra confermò le proprie ambizioni: ottenne 6 punti in 2 gare di UEFA Champions League e 15 in 5 di campionato. In particolare, il 2-0 sull'Inter spedì quest'ultima a −6. Il numero di vittorie iniziali consecutive si fermò a 9: fu il Milan, il 29 ottobre, a vincere per 3-1 a San Siro, interrompendo la serie positiva. La Juventus reagì immediatamente, sconfiggendo il Bayern Monaco in coppa e il Livorno in A, per poi dare una grande dimostrazione di forza due settimane dopo, sconfiggendo per 1-4 la Roma all'Olimpico. La qualificazione agli ottavi di Champions giunse alla penultima partita del girone. Alla sosta natalizia i punti in classifica erano 46, 8 in più dei nerazzurri. Alla ripresa, altre 2 vittorie permisero di terminare il girone di andata alla quota record di 52. In questo periodo, fu anche eliminata in Coppa Italia dalla Roma. Alla 25ª giornata sconfisse di nuovo l'Inter, per 1-2 a Milano. In Europa affrontò il Werder Brema, eliminandolo per il maggior numero di reti in trasferta. Sul fronte nazionale aumentò sempre più il vantaggio sulle inseguitrici, nonostante una serie di pareggi. Il momento difficile fu acuito dall'eliminazione in coppa, per mano dell'Arsenal (in cui militava l'ex Henry) ai quarti di finale. La Juventus tornò alla vittoria il 30 aprile, quando passò per 3-0 sul campo del Siena. Vinse anche contro Palermo e Reggina, facendo suo un altro scudetto. Durante l'intero biennio con Fabio Capello in panchina, la squadra stabilì un primato rimanendo in testa alla classifica per 76 giornate di campionato (dal 12 settembre 2004 al 14 maggio 2006).

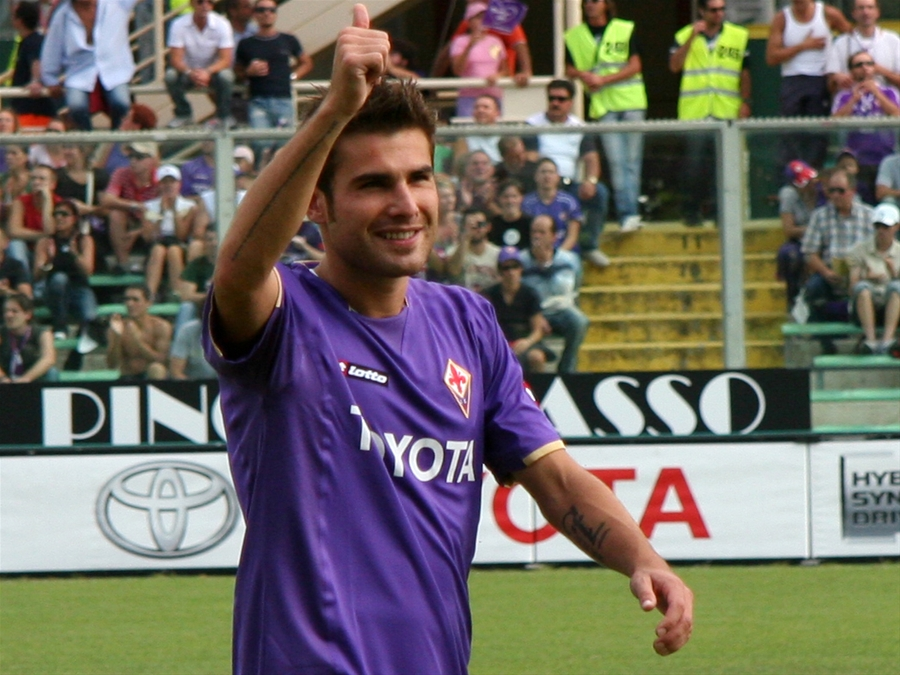
Una volta risolti i problemi burocratici che ne avevano frenato l'impiego nel precedente semestre, Adrian Mutu (qui alla Fiorentina nel 2007) contribuisce alla causa bianconera con 11 gol in 45 gare.

La partita del 7 maggio 2006, vinta per 2-1 contro il Palermo, fu l'ultima giocata dalla Juventus al Delle Alpi: la società lasciò la struttura, così da poter attuare il restyling dell'impianto della Continassa di cui era divenuta proprietaria quattro anni prima.
Verso la fine della stagione, tuttavia, la società rimase invischiata in un'inchiesta nata da alcune intercettazioni telefoniche a carico dei dirigenti bianconeri Luciano Moggi e Antonio Giraudo. Lo scandalo che ne seguì, noto col nome di Calciopoli, culminò in un procedimento della giustizia sportiva: riconosciuta colpevole di «una fattispecie di illecito associativo» – un termine allora non previsto dall'ordinamento giuridico sportivo italiano, ma che fu interpretato come una violazione dell'allora Codice di giustizia sportiva riguardante i casi di «illecito sportivo» –, poi tradotto in un «illecito strutturato», la Commissione d'appello federale decretò la retrocessione della Juventus in Serie B con 30 punti di penalizzazione, la revoca dello scudetto 2004-2005 e la non assegnazione di quello del 2005-2006, quest'ultimo conferito all'Inter terza classificata (stante il contemporaneo coinvolgimento nell'inchiesta del Milan secondo in graduatoria); in seguito la Corte federale confermò il declassamento e i mancati scudetti, ma ridusse i punti di penalizzazione da scontare in serie cadetta a 17, poi ulteriormente ridotti a 9 in Camera di conciliazione e arbitrato del CONI. In aggiunta a ciò, Moggi e Giraudo vennero condannati a cinque anni di inibizione con annessa proposta di radiazione. La società, dopo la fallita conciliazione al CONI, inizialmente presentò ricorso al TAR del Lazio; decisione in seguito ritirata dal consiglio di amministrazione juventino, evitando un possibile slittamento dell'inizio dei campionati 2006-2007 di Serie A e B, per cercare di ottenere una riduzione della penalizzazione in sede di arbitrato sportivo.
A seguito di questi fatti, il direttore sportivo Moggi rassegnò le sue dimissioni al club subito dopo l'ultima giornata del campionato, seguito pochi giorni dopo dall'amministratore delegato Giraudo oltreché dal presidente Franzo Grande Stevens: col solo vicepresidente Roberto Bettega uscito indenne dall'inchiesta, ebbe così rovinosamente fine il ciclo dirigenziale della Triade che aveva segnato il precedente decennio di storia bianconera. Il consiglio di amministrazione della società venne quindi sciolto e ricomposto a fine giugno con nuovi elementi scelti dagli azionisti, tra cui l'ex calciatore juventino Marco Tardelli e l'allenatore della nazionale italiana di pallavolo Gian Paolo Montali; vennero inoltre nominati presidente Giovanni Cobolli Gigli, direttore sportivo Alessio Secco e amministratore delegato Jean-Claude Blanc. A seguito dello scandalo, infine, Capello rassegnò le proprie dimissioni per fare ritorno al Real Madrid.

## Divise e sponsor
Lo sponsor tecnico della Juventus per la stagione 2005-2006 è Nike, mentre lo sponsor ufficiale è Tamoil.
La divisa casalinga presenta alcune rifiniture tricolore, dettagli volti a commemorare i cento anni dalla vittoria del primo titolo italiano, e una palatura più stretta rispetto alla stagione precedente. La seconda divisa, anch'essa con intento commemorativo, presenta i colori della bandiera italiana, mentre la terza divisa ripropone maglia e calzettoni gialli, spezzati da calzoncini blu.
| Casa | Trasferta | Terza divisa |  |

La prima divisa dei portieri, riproponendo il template della stagione precedente, richiama anch'essa la bandiera italiana, sempre con intento commemorativo, mentre le altre divise presentano lo stesso template presentato per tutte le squadre Nike nella stagione 2005-2006. Su tutte le divise, come nel 2004-2005, lo stemma societario – sotto il quale è riportata la frase celebrativa «CENTENARIO DEL 1° SCUDETTO 1905-2005» – è posto al centro del petto.
| 1ª portiere | 2ª portiere | 3ª portiere | 4ª portiere | 5ª portiere |

## Rosa
| N. |                      | Ruolo | Calciatore                      |
| -- | -------------------- | ----- | ------------------------------- |
| 1  | Italia (bandiera)    | P     | Gianluigi Buffon                |
| 2  | Italia (bandiera)    | D     | Alessandro Birindelli           |
| 3  | Italia (bandiera)    | D     | Giorgio Chiellini               |
| 4  | Francia (bandiera)   | C     | Patrick Vieira                  |
| 6  | Croazia (bandiera)   | D     | Robert Kovač                    |
| 7  | Italia (bandiera)    | D     | Gianluca Pessotto               |
| 8  | Brasile (bandiera)   | C     | Emerson                         |
| 9  | Svezia (bandiera)    | A     | Zlatan Ibrahimović              |
| 10 | Italia (bandiera)    | A     | Alessandro Del Piero (capitano) |
| 11 | Rep. Ceca (bandiera) | C     | Pavel Nedvěd                    |
| 12 | Italia (bandiera)    | P     | Antonio Chimenti                |
| 14 | Italia (bandiera)    | D     | Federico Balzaretti             |
| 16 | Italia (bandiera)    | C     | Mauro Camoranesi                |

| N. |                    | Ruolo | Calciatore                    |
| -- | ------------------ | ----- | ----------------------------- |
| 17 | Francia (bandiera) | A     | David Trezeguet               |
| 18 | Romania (bandiera) | A     | Adrian Mutu                   |
| 19 | Italia (bandiera)  | D     | Gianluca Zambrotta            |
| 20 | Italia (bandiera)  | C     | Manuele Blasi                 |
| 21 | Francia (bandiera) | D     | Lilian Thuram (vice capitano) |
| 22 | Francia (bandiera) | P     | Landry Bonnefoi               |
| 23 | Italia (bandiera)  | C     | Giuliano Giannichedda         |
| 24 | Uruguay (bandiera) | A     | Rubén Olivera                 |
| 25 | Uruguay (bandiera) | A     | Marcelo Zalayeta              |
| 26 | Brasile (bandiera) | D     | Gladstone                     |
| 27 | Francia (bandiera) | D     | Jonathan Zebina               |
| 28 | Italia (bandiera)  | D     | Fabio Cannavaro               |
| 32 | Italia (bandiera)  | P     | Christian Abbiati             |

## Risultati

### Serie A

#### Girone di andata
| Arbitro: | Trefoloni (Siena) |

|               |           |  |
| Trezeguet 36’ | Marcatori |  |

| Arbitro: | Dattilo (Locri) |

|  |           |                                              |
|  | Marcatori | 11’, 59’ Trezeguet 14’ Vieira 15’ Camoranesi |

| Arbitro: | Tagliavento (Terni) |

|                           |           |              |
| Del Piero 14’ (rig.), 38’ | Marcatori | 32’ Cariello |

| Arbitro: | Ayroldi (Molfetta) |

|  |           |            |
|  | Marcatori | 37’ Vieira |

| Arbitro: | Pieri (Lucca) |

|                |           |                           |
| Delvecchio 14’ | Marcatori | 44’ Camoranesi 82’ Vieira |

| Arbitro: | Paparesta (Bari) |

|                          |           |  |
| Trezeguet 22’ Nedvěd 34’ | Marcatori |  |

| Arbitro: | Bergonzi (Genova) |

|               |           |  |
| Del Piero 24’ | Marcatori |  |

| Arbitro: | Racalbuto (Gallarate) |

|  |           |                                        |
|  | Marcatori | 9’ Ibrahimović 81’ Mutu 90+4’ Zalayeta |

| Arbitro: | Dattilo (Locri) |

|                        |           |  |
| Trezeguet 41’ Mutu 57’ | Marcatori |  |

| Arbitro: | Bertini (Arezzo) |

|                                |           |               |
| Seedorf 14’ Kaká 26’ Pirlo 45’ | Marcatori | 76’ Trezeguet |

| Arbitro: | Brighi (Cesena) |

|                                               |           |  |
| Ibrahimović 58’ Trezeguet 59’ Del Piero 90+1’ | Marcatori |  |

| Arbitro: | Paparesta (Bari) |

|                  |           |                                                 |
| Totti 65’ (rig.) | Marcatori | 45+1’ Nedvěd 56’ Ibrahimović 58’, 61’ Trezeguet |

| Arbitro: | Racalbuto (Gallarate) |

|                                      |           |                 |
| Mutu 37’ Trezeguet 43’ Del Piero 82’ | Marcatori | 25’ Parravicini |

| Arbitro: | Messina (Bergamo) |

|             |           |                             |
| Pazzini 39’ | Marcatori | 8’ Trezeguet 88’ Camoranesi |

| Arbitro: | M. Mazzoleni (Bergamo) |

|                                                  |           |  |
| Nedvěd 10’ Trezeguet 18’, 53’ Vignati 68’ (aut.) | Marcatori |  |

| Arbitro: | Pieri (Lucca) |

|            |           |               |
| Rocchi 16’ | Marcatori | 26’ Trezeguet |

| Arbitro: | De Santis (Tivoli) |

|                             |           |  |
| Cannavaro 13’ Trezeguet 54’ | Marcatori |  |

| Arbitro: | Bertini (Arezzo) |

|              |           |               |
| Terlizzi 12’ | Marcatori | 15’, 34’ Mutu |

| Arbitro: | Tombolini (Ancona) |

|               |           |  |
| Del Piero 45’ | Marcatori |  |

#### Girone di ritorno
| Arbitro: | Palanca (Roma 1) |

|                  |           |            |
| Franceschini 21’ | Marcatori | 31’ Vieira |

| Arbitro: | De Marco (Chiavari) |

|                    |           |            |
| Cannavaro 17’, 77’ | Marcatori | 3’ Almirón |

| Arbitro: | Racalbuto (Gallarate) |

|              |           |                        |
| Ferrante 33’ | Marcatori | 7’, 13’, 18’ Trezeguet |

| Arbitro: | Dattilo (Locri) |

|               |           |  |
| Del Piero 70’ | Marcatori |  |

| Arbitro: | Palanca (Roma 1) |

|                 |           |             |
| Ibrahimović 45’ | Marcatori | 39’ Dessena |

| Arbitro: | Paparesta (Bari) |

|            |           |                               |
| Samuel 74’ | Marcatori | 63’ Ibrahimović 85’ Del Piero |

| Arbitro: | Farina (Novi Ligure) |

|                  |           |                                 |
| Floccari 3’, 86’ | Marcatori | 18’ Ibrahimović 81’ (rig.) Mutu |

| Arbitro: | Rodomonti (Teramo) |

|                                            |           |                |
| Emerson 18’ Kovač 44’ Del Piero 88’ (rig.) | Marcatori | 10’ Delvecchio |

| Arbitro: | Trefoloni (Siena) |

|  |           |            |
|  | Marcatori | 69’ Nedvěd |

| Torino 12 marzo 2006, ore 20:30 CET 29ª giornata | Juventus           | 0 – 0 referto | Milan | Stadio delle Alpi (39 087 spett.)\| Arbitro: \| De Santis (Tivoli) \| |
| Arbitro:                                         | De Santis (Tivoli) |               |       |                                                                       |

| Arbitro: | Dondarini (Finale Emilia) |

|              |           |                                   |
| Pfertzel 52’ | Marcatori | 3’, 53’ Trezeguet 90+5’ Del Piero |

| Arbitro: | Trefoloni (Siena) |

|             |           |            |
| Emerson 35’ | Marcatori | 85’ Kharja |

| Treviso 1º aprile 2006, ore 18:00 CEST 32ª giornata | Treviso               | 0 – 0 referto | Juventus | Stadio Omobono Tenni (6 586 spett.)\| Arbitro: \| Racalbuto (Gallarate) \| |
| Arbitro:                                            | Racalbuto (Gallarate) |               |          |                                                                            |

| Arbitro: | Pieri (Lucca) |

|               |           |          |
| Del Piero 63’ | Marcatori | 47’ Toni |

| Arbitro: | Ayroldi (Molfetta) |

|                  |           |                 |
| Suazo 45’ (rig.) | Marcatori | 90+5’ Cannavaro |

| Arbitro: | Paparesta (Bari) |

|               |           |            |
| Trezeguet 87’ | Marcatori | 29’ Rocchi |

| Arbitro: | Tombolini (Ancona) |

|  |           |                                |
|  | Marcatori | 3’ Vieira 6’ Trezeguet 8’ Mutu |

| Arbitro: | De Santis (Tivoli) |

|                            |           |            |
| Nedvěd 31’ Ibrahimović 51’ | Marcatori | 62’ Godeas |

| Arbitro: | Banti (Livorno) |

|  |           |                               |
|  | Marcatori | 23’ Trezeguet 90+1’ Del Piero |

### UEFA Champions League

#### Fase a gironi
| Arbitro: | Medina Cantalejo |

|                  |           |                          |
| Yulu-Matondo 85’ | Marcatori | 66’ Nedvěd 75’ Trezeguet |

| Arbitro: | Hansson |

|                                        |           |  |
| Trezeguet 27’ Mutu 82’ Ibrahimović 85’ | Marcatori |  |

| Arbitro: | Vassaras |

|                            |           |                 |
| Deisler 32’ Demichelis 39’ | Marcatori | 90’ Ibrahimović |

| Arbitro: | Micheľ |

|                    |           |             |
| Trezeguet 62’, 85’ | Marcatori | 66’ Deisler |

| Arbitro: | Styles |

|               |           |  |
| Del Piero 80’ | Marcatori |  |

| Arbitro: | Jára |

|           |           |                                    |
| Kincl 52’ | Marcatori | 35’, 45’ Del Piero 42’ Ibrahimović |

#### Fase a eliminazione diretta
| Arbitro: | Mejuto González |

|                                      |           |                          |
| Schulz 39’ Borowski 87’ Micoud 90+2’ | Marcatori | 73’ Nedvěd 82’ Trezeguet |

| Arbitro: | Poll |

|                           |           |            |
| Trezeguet 65’ Emerson 88’ | Marcatori | 13’ Micoud |

| Arbitro: | Fröjdfeldt |

|                        |           |  |
| Fàbregas 40’ Henry 69’ | Marcatori |  |

| Torino 5 aprile 2006, ore 20:45 CEST Quarti di finale - Ritorno | Juventus | 0 – 0 referto | Arsenal | Stadio delle Alpi (46 031 spett.)\| Arbitro: \| Fandel \| |
| Arbitro:                                                        | Fandel   |               |         |                                                           |

### Coppa Italia

#### Fase finale
| Arbitro: | Palanca (Roma 1) |

|                         |           |                       |
| Božinov 38’ Pazzini 50’ | Marcatori | 53’ Pessotto 69’ Mutu |

| Arbitro: | Dattilo (Locri) |

|                                        |           |             |
| Del Piero 9’, 17’, 57’ (rig.) Mutu 21’ | Marcatori | 64’ Božinov |

| Arbitro: | Tombolini (Ancona) |

|                      |           |                                      |
| Del Piero 72’, 90+4’ | Marcatori | 38’ Mancini 61’ Tommasi 68’ Perrotta |

| Arbitro: | Dondarini (Finale Emilia) |

|  |           |                 |
|  | Marcatori | 48’ (rig.) Mutu |

### Supercoppa italiana
| Arbitro: | De Santis (Roma 1) |

|  |           |           |
|  | Marcatori | 96’ Verón |

## Statistiche

### Statistiche di squadra
| Competizione          | Punti | In casa | In casa | In casa | In casa | In casa | In casa | In trasferta | In trasferta | In trasferta | In trasferta | In trasferta | In trasferta | Totale | Totale | Totale | Totale | Totale | Totale | DR  |
| Competizione          | Punti | G       | V       | N       | P       | Gf      | Gs      | G            | V            | N            | P            | Gf           | Gs           | G      | V      | N      | P      | Gf     | Gs     | DR  |
| --------------------- | ----- | ------- | ------- | ------- | ------- | ------- | ------- | ------------ | ------------ | ------------ | ------------ | ------------ | ------------ | ------ | ------ | ------ | ------ | ------ | ------ | --- |
| Serie A               | 91    | 19      | 14      | 5       |         | 33      | 9       | 19           | 13           | 5            | 1            | 38           | 15           | 38     | 27     | 10     | 1      | 71     | 24     | +47 |
| Coppa Italia          | -     | 2       | 1       |         | 1       | 6       | 4       | 2            | 1            | 1            |              | 3            | 2            | 4      | 2      | 1      | 1      | 9      | 6      | +7  |
| UEFA Champions League | -     | 5       | 4       | 1       |         | 8       | 2       | 5            | 2            | 0            | 3            | 8            | 9            | 10     | 6      | 1      | 3      | 16     | 11     | +25 |
| Supercoppa italiana   | -     | 1       |         |         | 1       | 0       | 1       |              |              |              |              |              |              | 1      |        |        | 1      |        | 1      | -1  |
| Totale                | -     | 27      | 19      | 6       | 2       | 47      | 16      | 26           | 16           | 6            | 4            | 49           | 26           | 53     | 35     | 12     | 6      | 96     | 42     | +78 |

### Andamento in campionato
| Giornata  | 1 | 2 | 3 | 4 | 5 | 6 | 7 | 8 | 9 | 10 | 11 | 12 | 13 | 14 | 15 | 16 | 17 | 18 | 19 | 20 | 21 | 22 | 23 | 24 | 25 | 26 | 27 | 28 | 29 | 30 | 31 | 32 | 33 | 34 | 35 | 36 | 37 | 38 |
| --------- | - | - | - | - | - | - | - | - | - | -- | -- | -- | -- | -- | -- | -- | -- | -- | -- | -- | -- | -- | -- | -- | -- | -- | -- | -- | -- | -- | -- | -- | -- | -- | -- | -- | -- | -- |
| Luogo     | C | T | C | T | T | C | C | T | C | T  | C  | T  | C  | T  | C  | T  | C  | T  | C  | T  | C  | T  | C  | C  | T  | T  | C  | T  | C  | T  | C  | T  | C  | T  | C  | T  | C  | T  |
| Risultato | V | V | V | V | V | V | V | V | V | P  | V  | V  | V  | V  | V  | N  | V  | V  | V  | N  | V  | V  | V  | N  | V  | N  | V  | V  | N  | V  | N  | N  | N  | N  | N  | V  | V  | V  |
| Posizione | 1 | 1 | 1 | 1 | 1 | 1 | 1 | 1 | 1 | 1  | 1  | 1  | 1  | 1  | 1  | 1  | 1  | 1  | 1  | 1  | 1  | 1  | 1  | 1  | 1  | 1  | 1  | 1  | 1  | 1  | 1  | 1  | 1  | 1  | 1  | 1  | 1  | 1  |

Legenda:

Luogo: C = Casa; T = Trasferta. Risultato: V = Vittoria; N = Pareggio; P = Sconfitta.

### Statistiche dei giocatori
Sono in corsivo i calciatori che hanno lasciato la società a stagione in corso.
| Giocatore       | Serie A  | Serie A | Serie A     | Serie A    | Coppa Italia | Coppa Italia | Coppa Italia | Coppa Italia | Champions League | Champions League | Champions League | Champions League | Supercoppa italiana | Supercoppa italiana | Supercoppa italiana | Supercoppa italiana | Totale   | Totale | Totale      | Totale     |
| Giocatore       | Presenze | Reti    | Ammonizioni | Espulsioni | Presenze     | Reti         | Ammonizioni  | Espulsioni   | Presenze         | Reti             | Ammonizioni      | Espulsioni       | Presenze            | Reti                | Ammonizioni         | Espulsioni          | Presenze | Reti   | Ammonizioni | Espulsioni |
| --------------- | -------- | ------- | ----------- | ---------- | ------------ | ------------ | ------------ | ------------ | ---------------- | ---------------- | ---------------- | ---------------- | ------------------- | ------------------- | ------------------- | ------------------- | -------- | ------ | ----------- | ---------- |
| C. Abbiati      | 19       | -9      | 1           | 0          | 2            | -3           | 0            | 0            | 6                | -5               | 0                | 0                | 0                   | 0                   | 0                   | 0                   | 27       | -17    | 1           | 0          |
| F. Balzaretti   | 20       | 0       | 0           | 0          | 4            | 0            | 0            | 0            | 4                | 0                | 1                | 0                | 0                   | 0                   | 0                   | 0                   | 28       | 0      | 1           | 0          |
| A. Birindelli   | 0        | 0       | 0           | 0          | 0            | 0            | 0            | 0            | 0                | 0                | 0                | 0                | 0                   | 0                   | 0                   | 0                   | 0        | 0      | 0           | 0          |
| M. Blasi        | 13       | 0       | 3           | 0          | 3            | 0            | 0            | 0            | 5                | 0                | 0                | 0                | 0                   | 0                   | 0                   | 0                   | 21       | 0      | 3           | 0          |
| L. Bonnefoi     | 0        | 0       | 0           | 0          | 0            | 0            | 0            | 0            | 0                | 0                | 0                | 0                | 0                   | 0                   | 0                   | 0                   | 0        | 0      | 0           | 0          |
| G. Buffon       | 18       | -12     | 1           | 0          | 2            | -3           | 0            | 0            | 4                | -6               | 0                | 0                | 0                   | 0                   | 0                   | 0                   | 24       | -21    | 1           | 0          |
| M. Camoranesi   | 34       | 3       | 7           | 0          | 0            | 0            | 0            | 0            | 9                | 0                | 2                | 1                | 1                   | 0                   | 1                   | 0                   | 44       | 3      | 10          | 1          |
| F. Cannavaro    | 36       | 4       | 5           | 1          | 2            | 0            | 1            | 0            | 9                | 0                | 0                | 0                | 1                   | 0                   | 1                   | 0                   | 48       | 4      | 7           | 1          |
| G. Chiellini    | 17       | 0       | 5           | 0          | 0            | 0            | 0            | 0            | 6                | 0                | 1                | 0                | 0                   | 0                   | 0                   | 0                   | 23       | 0      | 6           | 0          |
| A. Chimenti     | 3        | -3      | 2           | 0          | 0            | 0            | 0            | 0            | 0                | 0                | 0                | 0                | 1                   | -1                  | 0                   | 0                   | 4        | -4     | 2           | 0          |
| A. Del Piero    | 33       | 12      | 1           | 0          | 4            | 5            | 0            | 0            | 7                | 3                | 1                | 0                | 1                   | 0                   | 0                   | 0                   | 45       | 20     | 2           | 0          |
| Emerson         | 34       | 2       | 3           | 0          | 3            | 0            | 0            | 0            | 9                | 1                | 0                | 0                | 1                   | 0                   | 0                   | 0                   | 47       | 3      | 3           | 0          |
| G. Giannichedda | 15       | 0       | 1           | 0          | 3            | 0            | 0            | 0            | 5                | 0                | 1                | 0                | 0                   | 0                   | 0                   | 0                   | 23       | 0      | 2           | 0          |
| Gladstone       | 0        | 0       | 0           | 0          | 1            | 0            | 0            | 0            | 0                | 0                | 0                | 0                | 0                   | 0                   | 0                   | 0                   | 1        | 0      | 0           | 0          |
| R. Kovač        | 18       | 1       | 3           | 0          | 1            | 0            | 0            | 0            | 4                | 0                | 2                | 0                | 1                   | 0                   | 0                   | 0                   | 24       | 1      | 5           | 0          |
| Z. Ibrahimović  | 35       | 7       | 5           | 0          | 2            | 0            | 0            | 1            | 9                | 3                | 0                | 1                | 1                   | 0                   | 0                   | 0                   | 47       | 10     | 5           | 2          |
| A. Mutu         | 32       | 7       | 3           | 0          | 4            | 3            | 0            | 0            | 8                | 1                | 0                | 0                | 1                   | 0                   | 0                   | 0                   | 45       | 11     | 3           | 0          |
| P. Nedvěd       | 33       | 5       | 5           | 1          | 4            | 0            | 1            | 0            | 8                | 2                | 3                | 1                | 1                   | 0                   | 0                   | 0                   | 46       | 7      | 9           | 2          |
| R. Olivera      | 0        | 0       | 0           | 0          | 2            | 0            | 0            | 0            | 0                | 0                | 0                | 0                | 0                   | 0                   | 0                   | 0                   | 2        | 0      | 0           | 0          |
| G. Pessotto     | 10       | 0       | 1           | 0          | 2            | 1            | 0            | 0            | 2                | 0                | 0                | 0                | 0                   | 0                   | 0                   | 0                   | 14       | 1      | 1           | 0          |
| L. Thuram       | 27       | 0       | 4           | 1          | 4            | 0            | 1            | 0            | 8                | 0                | 2                | 0                | 0                   | 0                   | 0                   | 0                   | 39       | 0      | 7           | 1          |
| D. Trezeguet    | 32       | 23      | 0           | 0          | 0            | 0            | 0            | 0            | 9                | 6                | 2                | 0                | 1                   | 0                   | 0                   | 0                   | 42       | 29     | 2           | 0          |
| P. Vieira       | 31       | 5       | 11          | 0          | 3            | 0            | 1            | 0            | 7                | 0                | 3                | 1                | 1                   | 0                   | 0                   | 0                   | 42       | 5      | 15          | 1          |
| M. Zalayeta     | 16       | 1       | 0           | 0          | 4            | 0            | 0            | 0            | 6                | 0                | 0                | 0                | 1                   | 0                   | 0                   | 0                   | 27       | 1      | 0           | 0          |
| G. Zambrotta    | 32       | 0       | 5           | 0          | 2            | 0            | 0            | 0            | 8                | 0                | 1                | 0                | 1                   | 0                   | 1                   | 0                   | 43       | 0      | 7           | 0          |
| J. Zebina       | 10       | 0       | 0           | 0          | 2            | 0            | 0            | 0            | 2                | 0                | 0                | 1                | 1                   | 0                   | 0                   | 0                   | 15       | 0      | 0           | 1          |